# Tasmanier

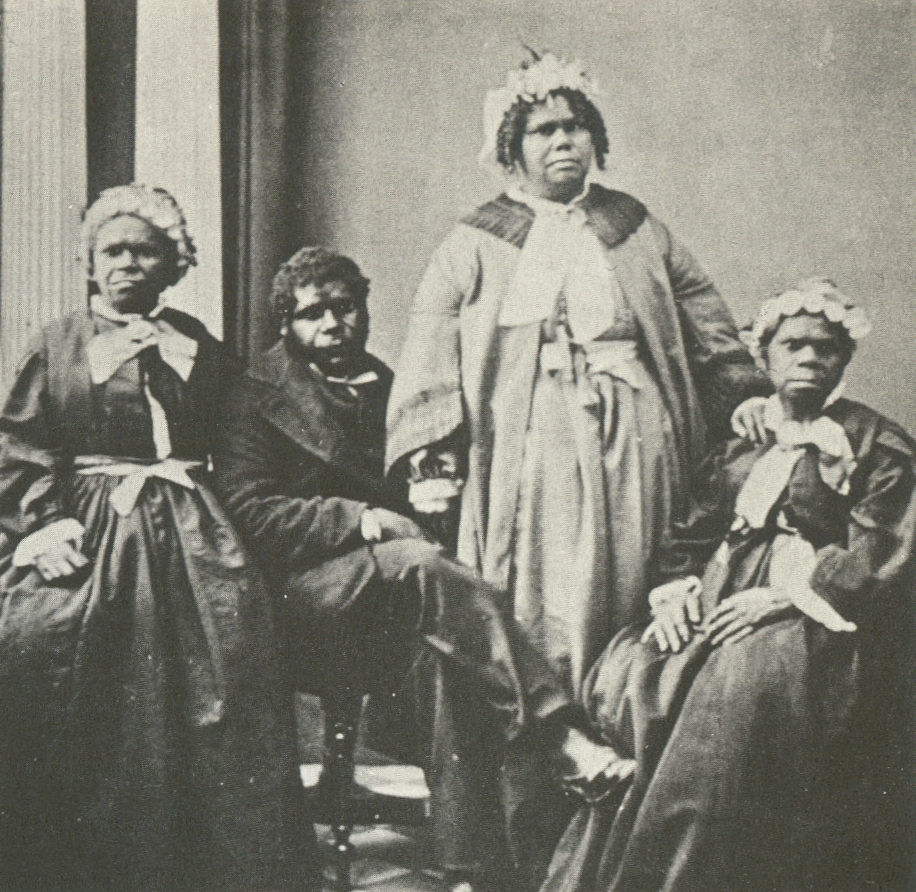
Die letzte Gruppe von Tasmaniern. 1. von rechts: Truganini, 3. von rechts: William Lanne

Die Tasmanier sind ein Sammelbegriff für die Stämme der Aborigines, die Tasmanien bewohnten.
Die britische Kolonialisierung seit der Entdeckung Tasmaniens Anfang des 19. Jahrhunderts führte zu ihrer Verdrängung, die mangels Rückzugsgebieten und aufgrund der geringen Bevölkerungszahl der Tasmanier rasch in einen Genozid mündete. Ein knappes Jahrhundert nach ihrer Entdeckung durch die Engländer galten die Tasmanier als ausgerottet.
Heute gibt es mehrere tausend Nachkommen von Aborigines-Tasmaniern aus Mischehen.
Das kulturelle Erbe der Tasmanier wird von Nachfahren tasmanischer Frauen und europäischer Männer bis in die Gegenwart hinein gepflegt.

## Geschichte

### Ethnogenese
Die ältesten nachgewiesenen menschlichen Spuren auf Tasmanien werden auf etwa 35.000 Jahre vor Chr. datiert. Da Tasmanien und Australien zu dieser Zeit noch verbunden waren, teilten die Tasmanier zum Teil die Kultur der Aborigines des australischen Hauptkontinents.
Vor etwa 8000 Jahren wurde die letzte Landverbindung zwischen Australien und Tasmanien, die etwa 200 km breite Bass-Straße durch den ansteigenden Meeresspiegel am Ende der Weichsel-Kaltzeit unterbrochen. Damit waren die Tasmanier isoliert, seither fand eine getrennte Entwicklung statt. Ob die physiologischen Unterschiede der Tasmanier zu den Aborigines (etwas hellere, rötlichere Haut, gelockte Haare) als eine evolutionäre Anpassung an das Leben auf Tasmanien oder als Indiz für eine in mehreren Wellen erfolgte Besiedelung des Australischen Kontinents (deren letzte Tasmanien nicht mehr erreicht hat) zu verstehen ist, ist umstritten.

### Tasmanier vor 1803

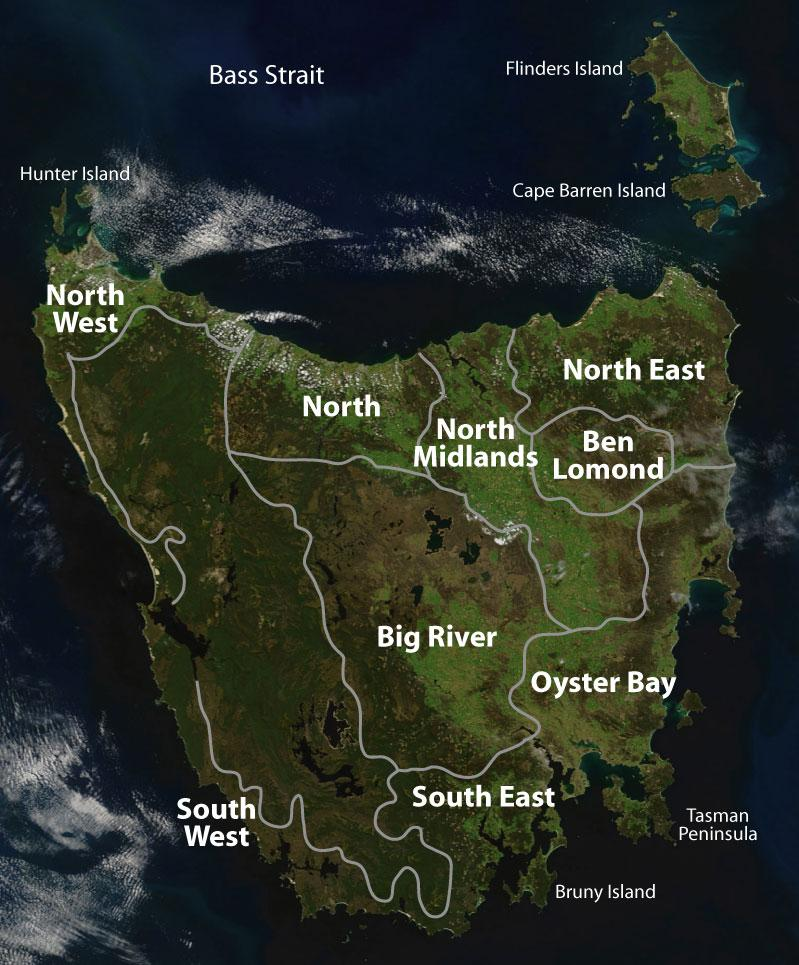
Stammesgebiete der Tasmanier

Die Tasmanier waren in folgende Stämme gegliedert:
(Regionen in Klammer)
- Lairmairriener (Big River)
- Nuenonner (Südosten)
- Tugi (Südwestküste)
- Tommeginner (Norden)
- Tyerremotepanner (Nördliche Midlands)
- Plangermairiener (Ben Lomond)
- Pyemmairiener (Nordosten)
- Pirapper (Nordwesten)
- Paredarermer (Austernbucht)

### Tasmanier nach 1803

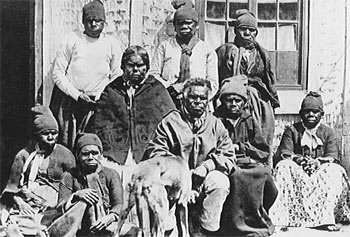
Eine Gruppe von Tasmaniern auf Oyster Cove

William Lanne, der letzte männliche Tasmanier

Bei der Ankunft der Europäer im Jahre 1642 gab es wahrscheinlich etwa 5000 Tasmanier. 1804 wurde von den Engländern Hobart (damals noch Hobarttown) als Strafkolonie gegründet, die dort ansässigen Tasmanier wurden getötet oder vertrieben. Walfänger verschleppten Frauen und Mädchen zu sexuellen Zwecken auf ihre Schiffe, eingeschleppte Krankheiten (Grippe, Masern, Pocken) dezimierten die Tasmanier, denen eine Immunisierung fehlte, zusätzlich.
Infolge der zunehmenden Kolonialisierung und landwirtschaftlichen Nutzung ihres Landes wurden die Tasmanier in die unwirtlichsten Regionen Tasmaniens verdrängt, während die Neuankömmlinge die fruchtbaren und reichen Landschaften in Besitz nahmen. Der Kultur der Tasmanier war damit die Lebensgrundlage entzogen; eine wie auch immer geartete Integration in die Kultur der Kolonisten fand nicht statt.
Die Tasmanier wehrten sich im so genannten Black War von 1824–1831 mittels Guerillataktiken, konnten aber aufgrund ihrer geringeren Zahl den materiell und zahlenmäßig überlegenen Engländern nicht standhalten.

### Ausrottung der Tasmanier
Die Angaben über die ursprüngliche Anzahl der Tasmanier schwanken zwischen 3.000 und 15.000. 1830 gab es nur noch etwa 300 Tasmanier. Am Ende der sogenannten „friendly mission“ der Black Line durch George Augustus Robinson wurde der Plan einer Deportation der Tasmanier in das Reservat Wybalenna auf Flinders Island, eine Tasmanien vorgelagerte Insel, umgesetzt. Dort kamen lediglich 220 an, die anderen waren auf dem Transport verstorben. Sie hatten sich einer europäischen Lebensweise zu unterwerfen und wurden christianisiert, gingen aber mehrheitlich an Depressionen, Alkoholismus und Krankheiten zugrunde. 1847 lebten dort nur mehr 47 Tasmanier, sie wurden nach Oyster Cove nahe Hobart umgesiedelt. 1869 starb mit William Lanne der letzte Tasmanier, 1905 Fanny Cochrane Smith, die letzte Tasmanierin.

### Gegenwart
Die heutigen Tasmanier sind sämtlich Nachkommen von Tasmaniern und Europäern und leben auf Tasmanien und einigen vorgelagerten Inseln. Ein Großteil stammt von Fanny Cochrane Smith, die mit ihrem Mann, dem Engländer William Smith, 11 Kinder hatte, und Dolly Dalrymple, welche mit ihrem Mann, dem Briten Thomas Johnson, 13 Kinder hatte, ab. Sie verstehen sich als legitime Nachfahren der Tasmanier, ihr Status ist jedoch nicht gänzlich unumstritten. Seit der Mitte der 1970er Jahre werden die Interessen dieser Tasmanier vom Tasmanian Aboriginal Centre vertreten, das auch die seit 1999 eingerichteten Schutzgebiete verwaltet.
Am 10. Mai 2005 übergab die Regierung Kronland auf Cape Barren und Clarke Island in die Verwaltung der lokalen Aboriginal-Gemeinde. Das war der erste Fall einer Übereignung von Kronland im Rahmen eines Land Rights Act an die Nachkommen der indigenen Tasmanier.

## Kultur

### Technik
Die Tasmanier machten einige technische Neuerungen Australiens wie den Bumerang aufgrund ihrer Isolation nach der Trennung der beiden Landmassen nicht mit. Da beide Kulturen keine ozeangängigen Boote kannten, unterblieb auch ein nachfolgender kultureller Austausch.
Da Tasmanien erheblich kleiner ist als das restliche Australien, im Innern zudem dicht bewaldet, konnte es nur eine geringe Bevölkerung einer Jäger- und Sammlerkultur tragen. Die Gesamtbevölkerungszahl wird von unterschiedlichen Quellen auf zwischen 5.000 und 20.000 Menschen geschätzt.
Diese kleine Population implizierte nicht nur ein geringes Innovationspotential, sondern auch den allmählichen Verlust bereits vorhandener kultureller Errungenschaften wie zum Beispiel Fischfang, Speerjagd oder Kleidung. Dieser kulturelle Verfall ist vielleicht darauf zurückzuführen, dass die Tasmanier nur in sehr kleinen Gruppen lebten und eine dauerhafte und lückenlose Tradierung des Wissens nicht gewährleistet werden konnte. So verschwand der zur Zeit der Abtrennung noch bekannte Fischfang und die Herstellung von Knochenwerkzeugen in den folgenden Jahrtausenden; der Verlust der Werkzeugkenntnisse führte dann zum Verlust der Kleidungsherstellung. Dass die Tasmanier tatsächlich, wie Indizien anzeigen, die Nutzung des Feuers noch nicht beherrschten, erscheint unwahrscheinlich und widerspräche auch der Geschichte der Benennung der Bucht Bay of Fires 1773 im Nordosten Tasmaniens.

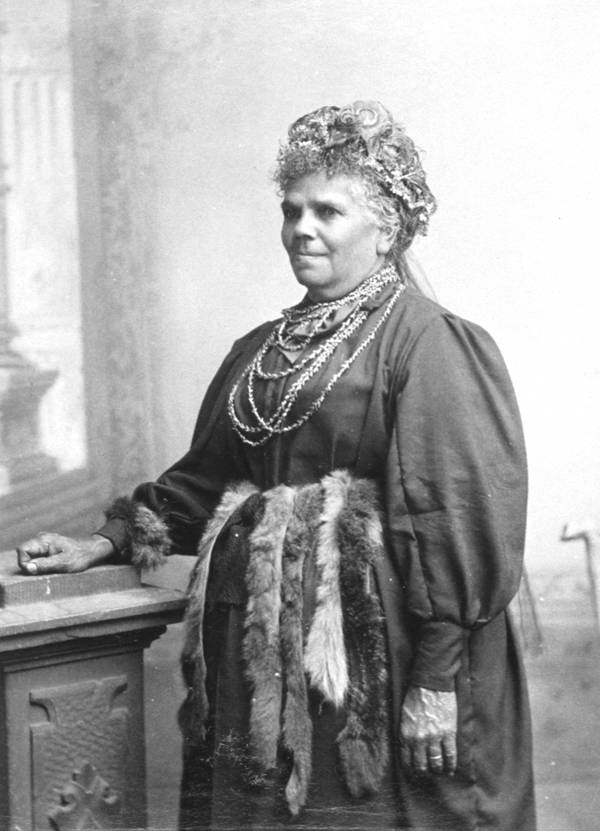
Fanny Cochrane Smith

Diskutiert wird auch, dass sich die tasmanische Kultur nach diesem kulturellen Abschwung in einem erneuten, langsamen Aufschwung befunden habe, was die traditionelle Beurteilung der Tasmanier als isolierte und im Niedergang begriffene Kultur in Frage stellt. So wurden auf Tasmanien Kanus entwickelt und es entstand eine halbsesshafte Dorfkultur.

### Sprache
Die tasmanische Sprache starb mit der Kultur der Tasmanier aus, die letzte Sprecherin war Fanny Cochrane Smith. Smith war sich ihrer Bedeutung als letzte Sprecherin des Tasmanischen und „Hüterin“ der tasmanischen Kultur sehr bewusst. 1899 nahm sie zwei Wachszylinder mit tasmanischen Liedern auf, die die einzigen muttersprachlichen Dokumente der tasmanischen Sprache und Musik darstellen.
Aufgrund des kurzen Zeitraums zwischen Entdeckung und vollständiger Ausrottung, dem Desinteresse der Kolonisten an der Kultur der Tasmanier und der Schriftlosigkeit des Tasmanischen sind sonst nur wenige Beispiele der Sprache erhalten geblieben. Anhand dieser wurde Tasmanisch gelegentlich als verwandt mit einigen Papua-Sprachen in Neuguinea dargestellt, eine definitive Zuordnung der Sprache in diese Gruppe ist jedoch nicht möglich.